# لويس كالديرا
لويس كالديرا (بالإنجليزية: Louis Caldera)‏ (و. 1956 – م) هو سياسي، ومحام من الولايات المتحدة الأمريكية ولد في إل باسو، تكساس.
وهو عضو في الحزب الديمقراطي الأمريكي .

## التعليم
تعلم في الأكاديمية العسكرية الأمريكية، وجامعة هارفارد، وكلية هارفارد للحقوق.